# Lillian Bassman
Pour les articles homonymes, voir Bassman.
Lillian Bassman, née le 15 juin 1917 et morte le 13 février 2012, est une photographe américaine.

## Jeunesse et origines
Ses parents étaient deux intellectuels juifs d'Ukraine et de Russie qui ont immigré aux États-Unis en 1905. Ils s'installent alors à Brooklyn, New York. Elle grandit à Brooklyn et au Greenwich Village, à New York, étudia à la Textile High School à Manhattan avec Alexey Brodovitch et fut diplômée en 1933.

## Carrière
,Des années 1940 aux années 1960 Bassman a travaillé en tant que photographe de mode pour Juniors Bazar et, plus tard, Harper's Bazaar, où elle mit en lumière des photographes tels que Richard Avedon, Robert Frank, Louis Faurer et Arnold Newman. Sous la direction d'Alexey Brodovitch, elle commença à photographier principalement en noir et blanc ses modèles. Son travail a principalement été publié dans Harper's Bazaar , de 1950 à 1965.
Dans les années 1970, l'intérêt de Bassman pour les formes pures dans sa pratique de la photographie de mode n'était plus dans la tendance. Elle se tourna alors vers une pratique plus personnelle de la photographie et abandonna son précédent domaine d'activité. Ce faisant, elle mit de côté 40 ans de négatifs et de tirages - le travail d'une vie. Un sac oublié, rempli avec des centaines d'images fut découvert plus de 20 ans plus tard. Le travail photographique de mode de Bassman a commencé à être ré-estimé dans les années 1990.
Elle a travaillé avec la technologie numérique et la photographie abstraite en couleurs autour de ses 90 ans et créa une nouvelle série de travaux. Elle utilisa Photoshop pour manipuler ses images.
Les qualités les  plus remarquables dans son travail photographique sont l'utilisation de forts contrastes entre la lumière et l'obscurité, le grain des photos une fois tirées, et le placement géométriques et les angles de prise de vue des sujets. Bassman est l'une des grandes femmes photographes dans le monde de la mode.
Bassman est décédée le 13 février 2012, à l'âge de 94 ans.

## Vie personnelle
Elle rencontra pour la première fois son futur mari, le photographe Paul Himmel (né en 1914), à Coney Island , à l'âge de six ans. Ils se rencontrèrent à nouveau à 13 ans, et commencèrent à vivre ensemble quand elle avait 15 ans. Ils se marièrent en 1935, et a eurent deux enfants. Himmel est mort en 2009, après 73 ans de mariage.

## Expositions (sélection)
- 1974: Staempfli Gallery, New York
- 1993: Howard Greenberg Gallery, New York
- 1993: "Vanité", Palais de Tokyo
- 1994: Jackson Galerie D'Art, Atlanta, Géorgie
- 1994: "Hommage à Lillian Bassman," Caroussel du Louvre, Paris
- 1997: le Fashion Institute of Technology de New York
- 1997: Peter Fetterman Gallery, Los Angeles[7]
- 1999: "Les dames de Bazar" Rencontres de la photographie, Arles
- 2002: Jardin Du Prado, Madrid
- 2003: Galerie f5, 6 à Munich, en Allemagne[8]
- 2004: Staley Sage Gallery, New York[9]
- 2005: Farmani Gallery, Los Angeles, états-unis
- 2005: Une touche de mystère - Triennale der Photographie Hambourg 2005, la Photographie Monika Mohr Galerie, Hambourg[10]
- 2006: Selektion # 1 - Arbeiten in Schwarz/Weiß, Galerie f 5,6, München
- 2006: Rétrospective, Peter Fetterman Gallery, Santa Monica, états-unis
- 2010: Rétrospective, au wapping Project, Londres, royaume-UNI
- 2020 : Lillian Bassman : Redefining Fashion, Atlas Gallery, Londres